# Acció de palanca

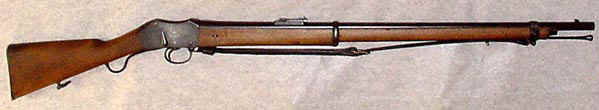
Martini_Henry_Mk_I

Un fusell o una escopeta amb  acció de palanca  és una arma que empra una palanca situada al voltant del guardamà (moltes vegades unida a aquest), per introduir un nou cartutx en la recambra del canó quan aquesta és accionada. Una de les més famoses armes de palanca és sense cap dubte el fusell Winchester, però diversos altres fabricants –especialment Marlin i Savage– també van produir fusells de palanca. La Mossberg produeix el fusell de palanca 464 en calibre 30-30 i .22 LR. Malgrat que el terme acció de palanca  generalment fa al·lusió a una arma de repetició, de vegades també és emprat per descriure diversos fusells mono-tret amb forrellat lliscant que fan servir una palanca per ser recarregats, com ara el Martini-Henry o el Ruger No 1.

## Història

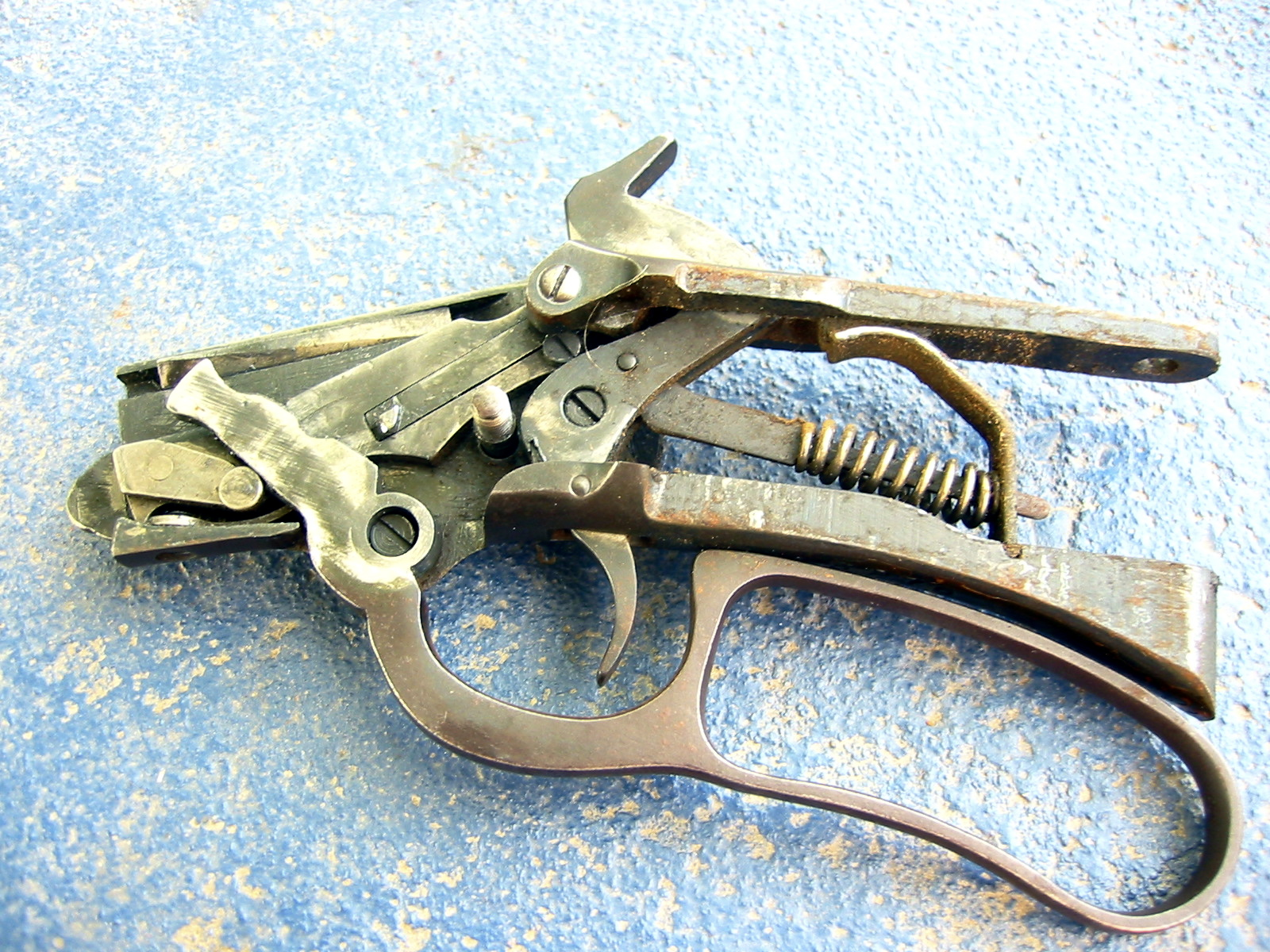
Interior del calaix de mecanismes d'un fusell Marlin 39A.

El primer disseny d'arma amb acció de palanca significatiu va ser el fusell de repetició Spencer, un fusell de retrocàrrega amb acció de palanca alimentat mitjançant un carregador i dissenyat per Christopher Spencer el 1860. Tenia un carregador tubular extraïble amb capacitat per a 7 cartutxos, que permetia el tret endavant d'aquests i un cop buit era reemplaçat per un altre. Es van produir més de 20.000 fusells Spencer, va ser adoptat pels Estats Units i emprat en la Guerra de Secessió, sent el primer fusell alimentat mitjançant un carregador extraïble adoptat per les forces armades d'un país.
Al contrari d'altres dissenys posteriors, la palanca dels primers fusells Spencer només servia per obrir el forrellat llevadís, extreure la beina del cartutx disparat i introduir un nou cartutx en la recambra des del carregador, no s'armartillava el fusell, pel que el seu martell havia armar-se després accionant la palanca per així poder disparar. El fusell Henry, inventat per Benjamin Tyler Henry, un armer que treballava per a Olin Winchester el 1860, feia servir un martell alineat amb el forrellat en lloc del martell lateral típic dels fusells d'avantcàrrega, el qual s'armava en retrocedir el forrellat del fusell.
En el fusell Henry també es reubica el dipòsit tubular sota el canó, en lloc d'anar dins de la culata, una tendència continuada des de llavors en la majoria d'armes amb dipòsits tubulars. Els fusells de palanca van ser àmpliament utilitzats per forces irregulars durant la Guerra Civil Espanyola a la fi de la dècada de 1930. Usualment aquests eren Winchesters o còpies espanyoles d'aquest.
John Marlin, el fundador de la Marlin Firearms Company de New Haven, Connecticut, va introduir el primer fusell de palanca de la seva empresa com el Model 1881. El seu successor va ser el Marlin Model 1894, que encara es produeix en l'actualitat. Cap a la dècada de 1890, els fusells de palanca havien obtingut la forma que els caracteritzaria per més d'un segle. Tant Marlin com Winchester van produir nous fusells de palanca en 1894. El fusell Marlin encara està en producció, encara que la del Winchester 94 va ser cancel·lada el 2006. Tot i ser semblants externament, els fusells Marlin i Winchester tenen mecanismes diferents, el Marlin és un fusell de palanca amb mecanisme d'etapa única, mentre que la palanca del Winchester és de doble etapa. La seva manera de funcionament es pot observar fàcilment en accionar la palanca del Winchester, ja que primer tot el conjunt palanca-guardamà, se situa més baix i deixa anar el forrellat, que es mou cap enrere per ejectar la beina del cartutx disparat.
L'empresa Savage Arms Company es va fer molt coneguda després del desenvolupament del seu popular fusell de palanca per cacera amb martell ocult Savage Model 99, també de calibre .30 (7,62 mm). Els dos models previs i diverses còpies d'aquests, van formar el gruix dels fusells de palanca fets per aquesta empresa, però l'inusual cartutx 303 Savage (no és intercanviable amb el cartutx militar .303 British) erosionar gradualment la popularitat del Model 99 i es va cancel·lar la producció d'aquest. En dates més recents, Sturm Ruger and Company va introduir un nombre de nous fusells de palanca en la dècada de 1990. Una cosa poc comú, pel fet que la majoria de fusells de palanca són anteriors a la Segona Guerra Mundial, quan no estaven disponibles fusells semiautomàtics fiables en gran quantitat.

### Escopetes amb acció de palanca
Els primers intents d'obtenir escopetes de repetició es van basar principalment en els dissenys de forrellat o de palanca, inspirats dels fusells de repetició de l'època.
La primera escopeta de repetició reeixida va ser l'escopeta de palanca Winchester Model 1887, dissenyada per John Moses Browning en 1885 a comanda de la Winchester repeating Arms Company, que necessitava vendre una escopeta de repetició. Es va triar un disseny amb acció de palanca per a una fàcil identificació de la marca, ja que per aquell temps la Winchester era reconeguda per fabricar armes amb acció de palanca, tot i els contra-arguments de Browning, qui ressaltava el fet que un mecanisme corredisses era més idoni per a una escopeta.
Inicialment calibrada per cartutxos amb pólvora negra (l'estàndard de l'època), l'escopeta Winchester Model 1901 va ser un model posterior que emprava cartutxos calibre 10 carregats amb pólvora sense fum. La popularitat de les escopetes de palanca es va anar esvaint després de la introducció de les escopetes corredisses, com ara la Winchester Model 1897, cessant la seva producció en 1920. Rèpliques modernes d'aquesta escopeta són fabricades (o eren fabricades) per Norinco a la Xina i ADI Ltd a Austràlia, mentre que la Winchester va continuar produint el Model 9410, un Winchester Model 94 que emprava cartutxos d'escopeta calibre 410, fins al 2006.

## Avantatges i desavantatges

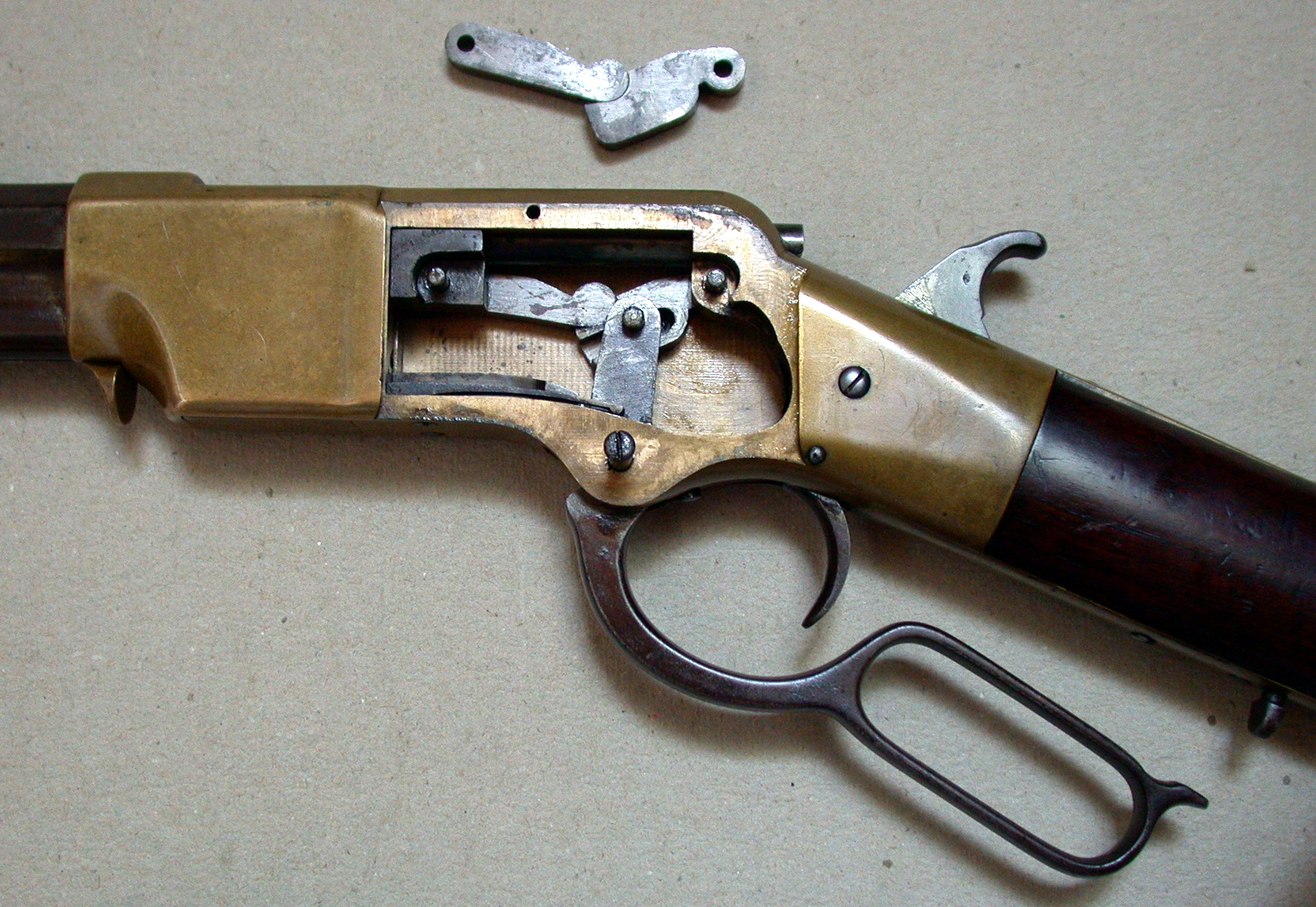
Mecanisme d'un rifle Henry

Mentre que els fusells de palanca són (i segueixen sent) favorites dels caçadors i tiradors, no van ser àmpliament acceptats per les forces armades. Un important motiu d'aquest rebuig va ser que un fusell de palanca és més difícil de disparar en posició cos a terra (en comparació amb un fusell de forrellat). I tot i tenir una major cadència de foc (anuncis publicitaris de la Winchester d'aquell llavors afirmaven una cadència de dos trets per segon) que un fusell de forrellat, les armes de palanca en general són alimentades des d'un dipòsit tubular situat sota el canó, la qual cosa limita la quantitat de munició que poden carregar. Els cartutxos de percussió central amb bales punxegudes tipus "Spitzer", per exemple, poden causar explosions en dipòsits tubulars, ja que la punta de la bala de cada cartutx es recolza sobre el fulminant del següent cartutx dins el dipòsit (Hornady produeix cartutxos amb bales de punta tova per fusells amb dipòsit tubular, evitant aquest problema). El dipòsit tubular també pot tenir un impacte negatiu sobre els harmònics del canó, el que limitaria l'abast teorètic del fusell. I en estar situat sota el canó, el dipòsit tubular empeny el centre de gravetat cap endavant i altera el balanç del fusell, fet que no és apreciat per alguns tiradors. No obstant això, molts dels actuals fusells de palanca són capaços d'aconseguir grups d'impacte de menys d'1 minut d'arc, comparable amb la majoria dels fusells de forrellat moderns.
A causa de la seua gran cadència de foc i la seua menor longitud que la major part dels fusells de forrellat, els fusells de palanca segueixen sent armes populars per la cacera, especialment per a distàncies curtes i mitjanes en boscos, prats o llocs de matolls. Les armes de palanca també són emprades en certa quantitat pels guàrdies de presó dels Estats Units, igual que pels guardaboscos en diverses parts del món. Un avantatge addicional sobre els fusells de forrellat és la seua ambidexteridad. Un fusell de palanca pot ser emprat sense problemes per un tirador esquerrà.

## Calibres

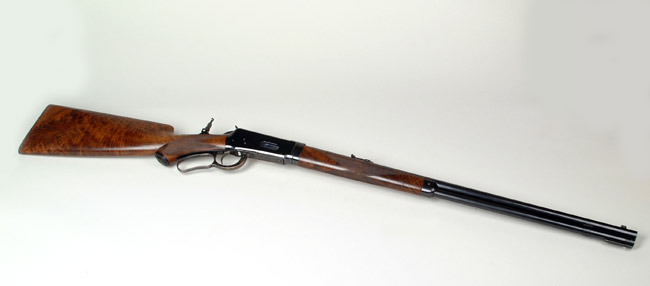
Un fusell Winchester Model 1894, típicament calibrat per al cartutx 30-30 Winchester.

La majoria d'armes de palanca no són tan fortes com les de forrellat o semiautomàtiques, de manera que els fusells de palanca generalment empren cartutxos que produeixen pressions baixes o mitjanes, com el 30-30 Winchester o el 44 Magnum, encara que el fusell Marlin Model 1894 està disponible per emprar tres cartutxos Magnum d'alta pressió, el fusell Winchester Model 1895, que emprava un carregador fix, havia estat calibrat per al cartutx 30-06 i altres potents cartutxos militars. El calibre més comú és el 30-30, que va ser introduït per Winchester costat del Model 1894.
Altres calibres comuns per a armes de palanca són el 38 Special/. 357 Magnum, el 44 Special/. 44 Magnum, el 444 Marlin, el 45 -70, el 45 Colt, el 32-20 Winchester, el 35 Remington, i el 22 LR. Els fusells de palanca que utilitzen panys rotatius (com el Browning BLR), són usualment alimentats mitjançant carregadors extraïbles que no estan limitats a cartutxos amb bala de punta rodona, al mateix temps que poden acceptar una gamma més àmplia de calibres en comparació amb un fusell de palanca tradicional. Les escopetes de palanca, com la Winchester Model 1887, empraven cartutxos calibre 10 o 12 carregats amb pólvora negra, mentre que la Winchester Model 1901 emprava cartutxos calbre 10 carregats amb pólvora sense fum. Les rèpliques modernes utilitzen cartutxos calibre 12 amb pólvora sense fum, mentre que l'escopeta Winchester Model 9410 està disponible en calibre 410.